# Йохан фон Валдбург-Волфег
Йохан фон Валдбург-Волфег (на немски: Johann von Waldburg-Wolfegg, Bishop of Konstanz; * 26 март 1598, Валдзее; † 15 декември 1644) е наследствен „трушсес“, граф на Валдбург-Волфег, княжески епископ на Констанц (1628 – 1644) и абат на манастир Райхенау (1628 – 1644).

## Биография
Той е големият син (третото дете) на трушсес граф Хайнрих фон Валдбург-Волфег (1568 – 1637) и съпругата му графиня Мария Якоба фон Хоенцолерн-Зигмаринген (1577 – 1630), дъщеря на граф Карл II фон Хоенцолерн-Зигмаринген (1547 – 1606) и Евфросина фон Йотинген-Валерщайн (1552 – 1590), дъщеря на граф Фридрих V фон Йотинген-Валерщайн († 1579). Внук е по баща на автора на „Хрониката на графовете фон Цимерн“ граф Фробен Кристоф фон Цимерн (1519 – 1566). Император Фердинанд II издига баща му Хайнрих на имперски граф на Волфег на 28 февруари 1628 г. в Прага.
Йохан фон Валдбург-Волфег е през 1614 г. домхер, каноник на „Св. Гереон“ в Кьолн (1616 – 1629), домхер в Майнц (1616 – 1628), хор-епископ на Кьолн (1644). На 23 декември 1627 г. той става епископ на Констанц, ръкоположен е за свещеник на 28 юни 1628 г. От 1628 г. е абат на манастира на остров Райхенау. Йохан Якоб Миргел, вай-епископ от Констанц и титуляр-епископ на „Себасте в Цилиция“ (в Мала Азия), го помазва на 4 февруари 1629 г. за епископ.
Йохан фон Валдбург-Волфег умира на 46 години на 15 декември 1644 г. и е погребан в църквата Констанц-Мюнстер.